# Subkutan

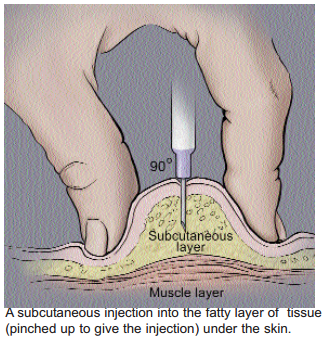
Subkutane Injektion in eine durch Hochziehen der Haut mit den Fingern erzeugte Hautfalte (Schema)

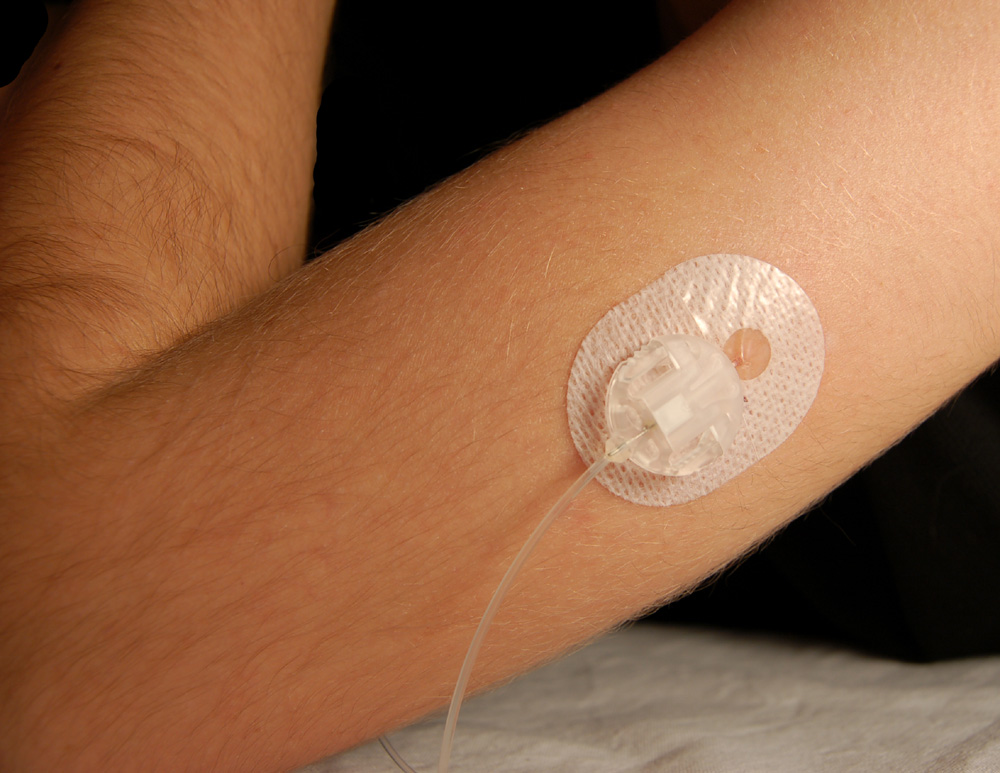
Subkutane Infusion mit flach eingeführter Kanüle am Oberarm

Das Eigenschaftswort subkutan, auch subcutan geschrieben (aus lateinisch sub für ‚unter‘ und cutis für ‚Haut‘; abgekürzt s.c.), steht für eine anatomische Ortsangabe, die sich auf das Gewebe unter der Haut (auch als Richtungsangabe unter die Haut) bezieht. Diese Unterhaut (Tela subcutanea oder Subcutis) besteht im Wesentlichen aus dem unmittelbar unter der Haut liegenden Binde- und Fettgewebe.

## Subkutane Arzneimittelgabe
Die subkutane Gabe von Medikamenten ist eine parenterale Verabreichungsform. Sie ist einfacher als eine intravenöse oder intramuskuläre; deshalb wird diese Applikationsform meist durch Pflegepersonal durchgeführt, kann aber auch direkt durch die Patienten erfolgen. Zum Spritzen ist nur eine kurze und in der Regel dünne Kanüle erforderlich. Gängige Praxis in der Krankenhausumgebung ist eine kurze alkoholische Wischdesinfektion; auch ambulant – wie bei der Insulin-Selbstgabe – sollte hierauf nicht verzichtet werden.

## Anwendungsbeispiele
Einige häufig subkutan verabreichte Medikamente sind: Insuline, Heparine, Zytokine, Interferone und Immunmodulatoren, Botulinumtoxine, EPO, Allergenextrakte zur Hyposensibilisierung sowie Mittel zur Thromboseprophylaxe. Vor allem in der Geriatrie und Palliativmedizin wird heute die Verabreichung einer subkutanen Flüssigkeitszufuhr bevorzugt, da sie als einfach, komplikationsarm, sicher und für den Patienten schonend gelten darf. Eine subkutane Schmerzmittelgabe ist die bestgeeignete Alternative, wenn eine orale Analgesie nicht möglich ist. Hier kommen vor allem Opioide wie Morphin und Hydromorphon (bei den Nichtopioidanalgetika in der Humanmedizin nur Metamizol) in Frage.

## Sonstiges
In der Veterinärmedizin ist die subkutane Arzneimittelgabe die vorherrschende Applikationsform. Auch die meisten Impfstoffe werden subkutan injiziert.
Abzugrenzen ist die Intrakutane Injektion, bei der die Substanz in die Haut injiziert wird, so beispielsweise bei Allergietests oder dem Tuberkulintest.

## Subkutannaht
Eine Subkutannaht (Unterhautfettgewebsnaht) dient zum Verschluss des Unterhautgewebes bei tiefen Wunden durch den Chirurgen.